# Chitato flygplats
Chitato flygplats är en flygplats i Angola.   Den ligger i provinsen Lunda Norte, i den norra delen av landet, 800 kilometer öster om huvudstaden Luanda. Chitato flygplats ligger 749 meter över havet.
Terrängen runt Chitato flygplats är platt. Runt Chitato flygplats är det mycket glesbefolkat, med 4 invånare per kvadratkilometer..
I omgivningarna runt Chitato flygplats växer huvudsakligen savannskog.